# Sigma Alpha Epsilon Pi
Sigma Alpha Epsilon Pi (ΣΑΕΠ) és una fraternitat d'estudiants femenina jueva, que va ser fundada l'1 d'octubre de 1998 a la Universitat de Califòrnia, Davis. Les sis dones que van fundar la fraternitat; Alycia Seaman, Erin Glick, Leah Dansker, Rachel Rothfarb, Erin Barker i Dana Miller són considerades com les mares de la fraternitat. El seu lema és; "Esperit, Fortalesa i Germanor". La seva mascota és una lleona. Els seus colors són el blau i el daurat, que també són els colors de la Universitat de Califòrnia, l'indret on va ser fundada la fraternitat.

## Llista de capítols actius de la fraternitat
| Nom     | Fundat | Institució                        | Lloc          | Estat      |
| ------- | ------ | --------------------------------- | ------------- | ---------- |
| Charter | 1998   | Universitat de Califòrnia         | Davis         | Califòrnia |
| Delta   | 2005   | Universitat de Califòrnia         | Santa Cruz    | Califòrnia |
| Eta     | 2008   | Universitat de Califòrnia         | Los Angeles   | Califòrnia |
| Lambda  | 2010   | Universitat de Missouri           | Columbia      | Missouri   |
| Mu      | 2010   | Universitat James Madison         | Harrisonburg  | Virginia   |
| Nu      | 2011   | Universitat de Califòrnia         | Santa Bàrbara | Califòrnia |
| Xi      | 2013   | Universitat de Binghamton         | Binghamton    | Nova York  |
| Omicron | 2014   | Universitat Estatal de Califòrnia | Northridge    | Califòrnia |
| Pi      | 2015   | Universitat de Nevada, Reno       | Reno          | Nevada     |